# 普塔納火山
22°33′S 67°51′W / 22.550°S 67.850°W

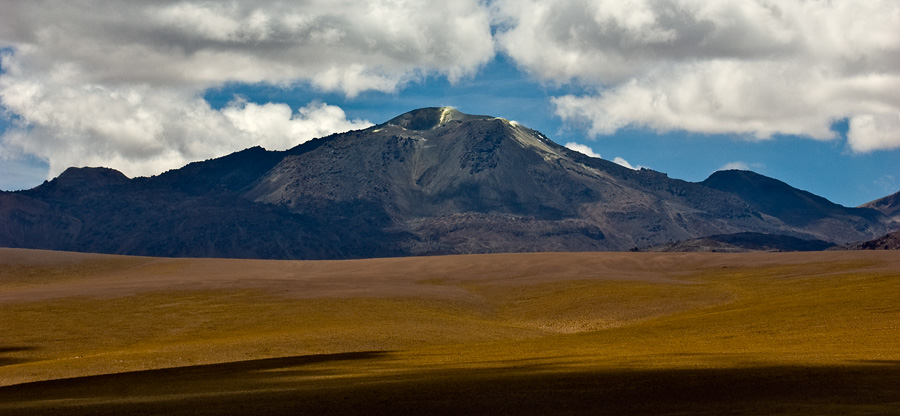

普塔納火山是南美洲的火山，屬於安第斯山脈的一部分，位於智利和玻利維亞接壤的邊境，海拔高度5,890米，最近一次火山噴發在1810年附近發生。

## 外部連結
- SI Google Earth Placemarks （页面存档备份，存于） - Smithsonian Institution Global Volcanism Program: Download placemarks with SI  Holocene volcano-data.